# Best of nobodyknows+
「best of nobodyknows+」（ベストオブノーバディノウズ）は、nobodyknows+のベストアルバム。

## 概要
初回限定盤のみDVD付き。

## 収録曲
1. 家々 〜撰ばれてあることの恍惚と不安とふたつ我にあり〜 -album mix-
2. 以来絶頂 -album mix-
3. ススミダス→
4. ポロン2
5. ココロオドル
6. シアワセナラテヲタタコウ
7. メバエ
8. エル・ミラドール 〜展望台の唄〜
9. Sweet Soul Music
10. Hero's Come Back!!
11. 好きだぜ、マリー。
12. 隠せない明日を連れて (Milk Crown Bootleg Mix) feat.倉橋ヨエコ
13. アンダーレイン feat.プリメラ
14. イマイケサンバ
15. Fallin' feat.シゲルBROWN
16. Where are you from...?

### 初回限定盤DVD
ビデオ・クリップ集
1. 家々 〜撰ばれてあることの恍惚と不安とふたつ我にあり〜
2. ススミダス→
3. ポロン2
4. ココロオドル
5. シアワセナラテヲタタコウ
6. メバエ
7. エル・ミラドール 〜展望台の唄〜
8. Hero's Come Back!!
9. 好きだぜ、マリー。
10. アンダーレイン feat.プリメラ
11. Fallin'feat.シゲルBROWN